# Belvís de la Jara
Belvís de la Jara es un municipio y localidad española de la provincia de Toledo, en la comunidad autónoma de Castilla-La Mancha. El término municipal tiene una población de 1428 habitantes (INE 2024).

## Toponimia
El término «Belvís» deriva del latín bellum visum que significa «vista agradable», a través del occitano bel vis que significa «mirador», «hermosa vista» o «bella mirada», quizás referido al paisaje que se domina desde sus cerros. El predicado «Jara» hace referencia al arbusto de ese nombre que deriva del árabe hara que significa «matojo» o «breña».

## Geografía física

### Localización
Integrado en la comarca de La Jara, Se encuentra a 102 kilómetros de la capital provincial. El término municipal está atravesado por la carretera nacional N-502 entre los pK 144-154 y el pK 157, además de por la carretera autonómica CM-4104, que conecta con Aldeanueva de Barbarroya. Linda con los términos municipales de Calera y Chozas, Las Herencias, Alcaudete de la Jara, Sevilleja de la Jara, La Nava de Ricomalillo y Aldeanueva de Barbarroya, todos de la provincia de Toledo.
| Noroeste: Calera y Chozas        | Norte: Calera y Chozas    | Noreste: Las Herencias        |
| Oeste: Aldeanueva de Barbarroya  |                           | Este: Alcaudete de la Jara    |
| Sudoeste: La Nava de Ricomalillo | Sur: Sevilleja de la Jara | Sudeste: Alcaudete de la Jara |

### Hidrografía
El río Tajo baña al municipio por el norte, que represa sus aguas en el embalse de Azután. El arroyo de Tamujoso discurre por el centro del municipio pasando por el casco urbano, desembocando en el embalse de Azután, donde también desemboca el río Gévalo que realiza la parte final de su recorrido por la parte norte del municipio. Por la zona este discurre el arroyo de Cascajoso. Al sureste se localizan las lagunas de Paniagua.

### Orografía
La parte sur está compuesta por sierras que pertenecen a los montes de Toledo, situándose la parte más elevada del municipio en la sierra de Jaeña, con una elevación de 1066 m de altitud. Según se avanza hacia el norte, la cota va bajando a través de sus numerosos valles, estando el pueblo situado en el centro del municipio a una altitud de 449 m, y partir de aquí hacia el norte la orografía es más llana hasta llegar al río Tajo en el extremo norte. La altitud oscila entre los 1066 m al sur y los 350 m a orillas del Tajo.

### Clima
De acuerdo a los datos de la tabla a continuación y a los criterios de la clasificación climática de Köppen modificada Belvís de la Jara tiene un clima de tipo Csa (templado con verano seco y caluroso).
| Parámetros climáticos promedio de Belvís de la Jara en el periodo 1968-2003 | Parámetros climáticos promedio de Belvís de la Jara en el periodo 1968-2003 | Parámetros climáticos promedio de Belvís de la Jara en el periodo 1968-2003 | Parámetros climáticos promedio de Belvís de la Jara en el periodo 1968-2003 | Parámetros climáticos promedio de Belvís de la Jara en el periodo 1968-2003 | Parámetros climáticos promedio de Belvís de la Jara en el periodo 1968-2003 | Parámetros climáticos promedio de Belvís de la Jara en el periodo 1968-2003 | Parámetros climáticos promedio de Belvís de la Jara en el periodo 1968-2003 | Parámetros climáticos promedio de Belvís de la Jara en el periodo 1968-2003 | Parámetros climáticos promedio de Belvís de la Jara en el periodo 1968-2003 | Parámetros climáticos promedio de Belvís de la Jara en el periodo 1968-2003 | Parámetros climáticos promedio de Belvís de la Jara en el periodo 1968-2003 | Parámetros climáticos promedio de Belvís de la Jara en el periodo 1968-2003 | Parámetros climáticos promedio de Belvís de la Jara en el periodo 1968-2003 |
| Mes | Ene.                                                                        | Feb.                                                                        | Mar.                                                                        | Abr.                                                                        | May.                                                                        | Jun.                                                                        | Jul.                                                                        | Ago.                                                                        | Sep.                                                                        | Oct.                                                                        | Nov.                                                                        | Dic.                                                                        | Anual                                                                       |
| --- | --------------------------------------------------------------------------- | --------------------------------------------------------------------------- | --------------------------------------------------------------------------- | --------------------------------------------------------------------------- | --------------------------------------------------------------------------- | --------------------------------------------------------------------------- | --------------------------------------------------------------------------- | --------------------------------------------------------------------------- | --------------------------------------------------------------------------- | --------------------------------------------------------------------------- | --------------------------------------------------------------------------- | --------------------------------------------------------------------------- | --------------------------------------------------------------------------- |
| Temp. media (°C) | 6.9                                                                         | 8.9                                                                         | 12.1                                                                        | 14.6                                                                        | 18.4                                                                        | 24.0                                                                        | 27.9                                                                        | 27.3                                                                        | 23.2                                                                        | 16.9                                                                        | 11.2                                                                        | 7.5                                                                         | 16.6                                                                        |
| Precipitación total (mm) | 66.0                                                                        | 51.9                                                                        | 40.3                                                                        | 58.1                                                                        | 53.5                                                                        | 29.4                                                                        | 9.3                                                                         | 12.2                                                                        | 29.1                                                                        | 62.0                                                                        | 68.3                                                                        | 70.0                                                                        | 550.0                                                                       |
| Fuente: Ministerio de Agricultura, Alimentación y Medio Ambiente. Datos de precipitación para el periodo 1968-2003 y de temperatura para el periodo 1968-2003 en Belvís de la Jara |                                                                             |                                                                             |                                                                             |                                                                             |                                                                             |                                                                             |                                                                             |                                                                             |                                                                             |                                                                             |                                                                             |                                                                             |                                                                             |

## Historia
Numerosos vestigios de culturas se encuentran por el término municipal, como el Castillo de Canturias, que fue cabeza de puente cristiana en la orilla izquierda del Tajo. Tras la Batalla de Las Navas de Tolosa en 1212 pasó a depender de Talavera y del Señorío de los Arzobispos de Toledo por cesión de Enrique II.
Tras la Reconquista cristiana, estas tierras fueron colonizadas por gentes llegadas de Galicia. Aparece en un documento de 1350 donde se hace referencia al monte de Belvís, donde el vecino de Talavera Juan Larduda junto a otros levantan las primeras casas. Se mantiene la estructura de la que fue la primera calle del pueblo, la calle de los Codos, con una placa conmemorativa, en cerámica de Talavera de la Reina.
A mediados del siglo XIX el lugar tenía contabilizada una población de 1427 habitantes. la industria local estaba formada por dos molinos harineros y una aceña propiedad del duque de Frías.  El presupuesto municipal era de 10 000 reales de los cuales 2200 eran para pagar al secretario.

## Demografía
Cuenta con una población de 1428 habitantes (INE 2024).
| Gráfica de evolución demográfica de Belvís de la Jara entre 1842 y 2021                                               |
| |
| Población de derecho según los censos de población del INE. Población de hecho según los censos de población del INE. |

## Economía
Su economía es básicamente agrícola, destacando como producto principal el olivo y su producción de aceite de oliva (Cooperativa "San Sebastián"). Es la segunda localidad de la provincia de Toledo, con mayor superficie olivar. También cuenta con una significante cabaña de ganado lanar y vacuno, principalmente para la producción de lácteos.
En lo que respecta a otros sectores, en su término está la planta embotelladora de Valtorre (agua embotellada), en el valle de La Torre. Habiendo tenido una considerable industria de confección y textil a finales del siglo XX,
actualmente (en 2014) solamente cuenta con el taller de confección Cooperativa Virgen del Saucejo, con unos 40 años de historia. Además tiene negocios de alimentación y producción láctea (Quesos "Peñitas"), de muebles (Muebles Moreno, Muebles Ferpe), mantenimiento (ElectroJara) y automoción y cerrajería.
Por otro lado, cuenta con dos alojamientos rurales, "Finca Canturias y casa rural Los Baños.
Su cercanía a Talavera de la Reina, unos 30 km, le permite ser pueblo de referencia en la comarca, con el instituto de educación secundaria (IES) La Jara, centro de salud y parque de bomberos.

## Transportes
El municipio es atravesado por la carretera nacional N-502 que une las ciudades de Ávila con Córdoba pasando por Talavera de la Reina que es la ciudad de referencia de la zona. Desde el centro del casco urbano parte la carretera autonómica CM-4104 que finaliza en El Puente del Arzobispo. Ya en la parte norte discurre la carretera local CM-4160 que une las localidades de Alcaudete de la Jara con Calera y Chozas.
Existe una línea de autobuses regulares que unen a Belvís de la Jara con Talavera de la Reina y la estación Sur de Autobuses de Madrid
Para casos de emergencia la Junta de Comunidades de Castilla-La Mancha construyó un helipuerto.

## Símbolos

### Escudo
El actual escudo de Belvís de la Jara fue diseñado por Fernando Jiménez de Gregorio.
Tiene forma cuadrilonga, redondeada en la parte inferior. Está dividido en cuatro cuarteles y mantelado. La corona es de señor, por ser Belvís parte integrante del Señorío eclesiástico de los Arzobispos de Toledo. Consiste la corona en un ancho aro de oro, esmaltado de piedras preciosas y rodeada, en banda, de una sarta de perlas. El primer cuartel está dividido en tres partes dedicado a los fundadores del pueblo. El segundo cuartel está dedicado al trabajo, tenacidad, espíritu pacífico y a las riquezas antigua y moderna, sobre campo de sinople (verde), la abeja de oro y la oliva en su color. El tercer cuartel está dedicado a la flora y fauna salvajes. El cuarto cuartel se refiere a las tradiciones religiosas de Belvís, San Sebastián Mártir. La zona mantelada recuerda el cielo luminoso, y la bella flor de la jara, que da nombre y significado a la comarca.

### Bandera
Se compone de dos bandas horizontales y un agudo triángulo cuya base arranca del mástil y su vértice alcanza el centro de la bandera.Los colores simbolizan el pasado y el presente belviseño, por ello la banda superior es azul celeste, la inferior roja, el triángulo verde y en el centro se halla una abeja de oro.

## Administración y política
| Periodo   | Nombre                          | Partido       |
| --------- | ------------------------------- | ------------- |
| 1979-1983 | Jesús Díaz Sánchez              | UCD           |

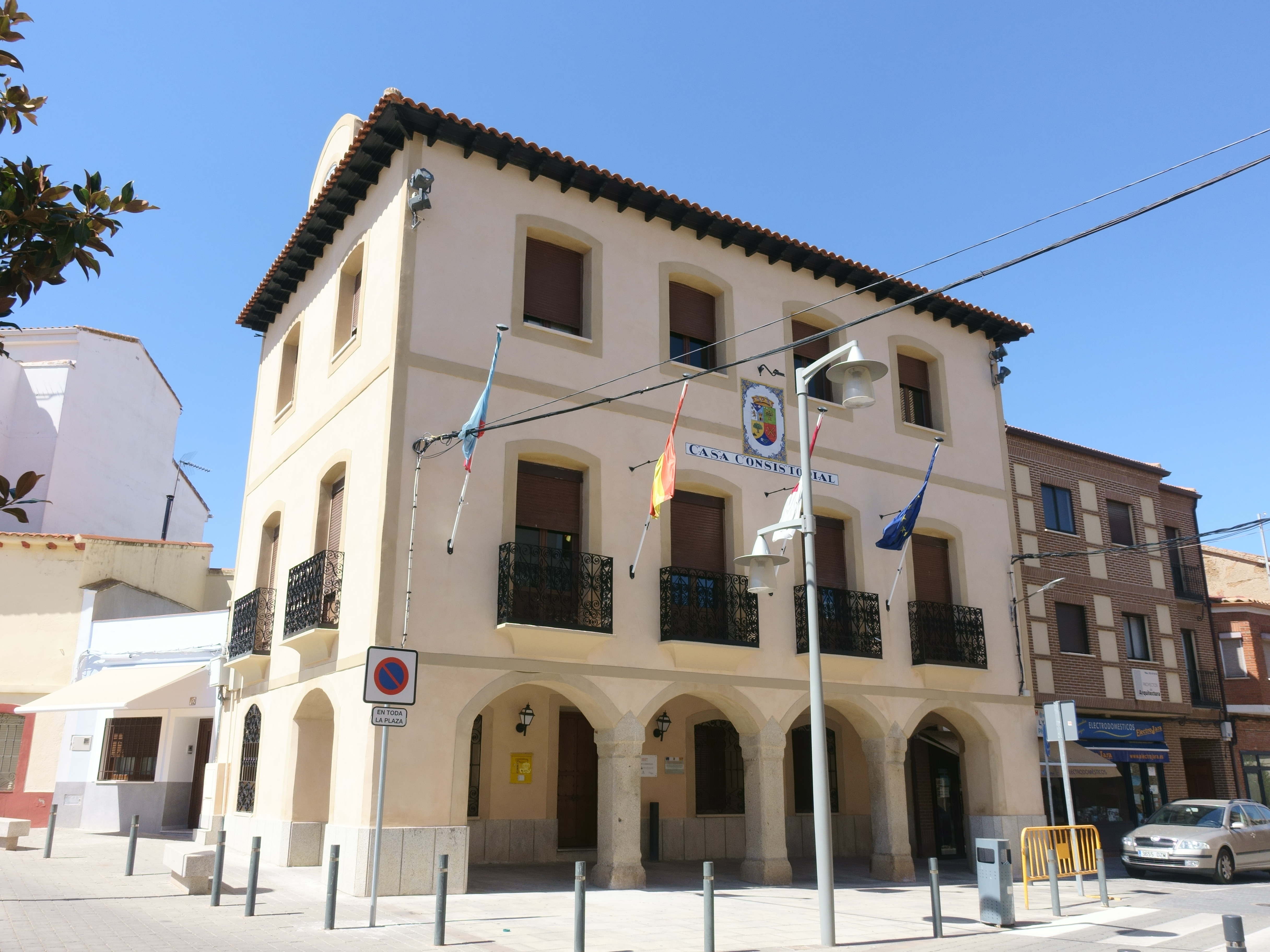
Casa consistorial

| 1983-1987 | Valentín Rodríguez García-Heras | AP/PDP/UL     |
| 1987-1991 | José Luis Sánchez Fernández     | PSOE          |
| 1991-1995 | José Luis Sánchez Fernández     | PSOE          |
| 1995-1999 | Pablo Díaz Peño                 | Independiente |
| 1999-2003 | Hermenegildo Fernández Castillo | PP            |
| 2003-2007 | José Luis Sánchez Fernández     | PSOE          |
| 2007-2011 | José Luis Fernández Fernández   | PSOE          |
| 2011-2015 | José Luis Fernández Fernández   | PSOE          |
| 2015-2019 | José Luis Fernández Fernández   | PSOE          |
| 2019-2023 | José Carlos Martínez Rodríguez  | PSOE          |
| 2023-act. | Juan Carlos Muñoz Bodas         | PP            |

## Servicios

### Bomberos
En el año 2010 se inaugura el parque de bomberos de Belvís de la Jara, sustituyendo al que existía provisional, y da servicio a toda la comarca de la La Jara. Está formado por un sargento, seis cabos y 20 bomberos conductores. Está situado frente al cementerio municipal junto a la N-502.

### Educación
Dispone del colegio público Fernando Jiménez de Gregorio y del Instituto de Educación Secundaria La Jara dónde vienen a estudiar las personas de los pueblos de la comarca, sin necesidad de tener que ir hasta Talavera de la Reina.

### Salud
Existe un centro de salud moderno estrenado en 2014 sustituyendo al viejo, en un futuro se espera que dé servicio de especialidades.

### Oficina comarcal agraria
Ofrece información y asesoramiento sobre temas de agricultura y ganadería. Presta servicio a 13 municipios, 2500 agricultores y 500 ganaderos.

## Cultura

### Patrimonio

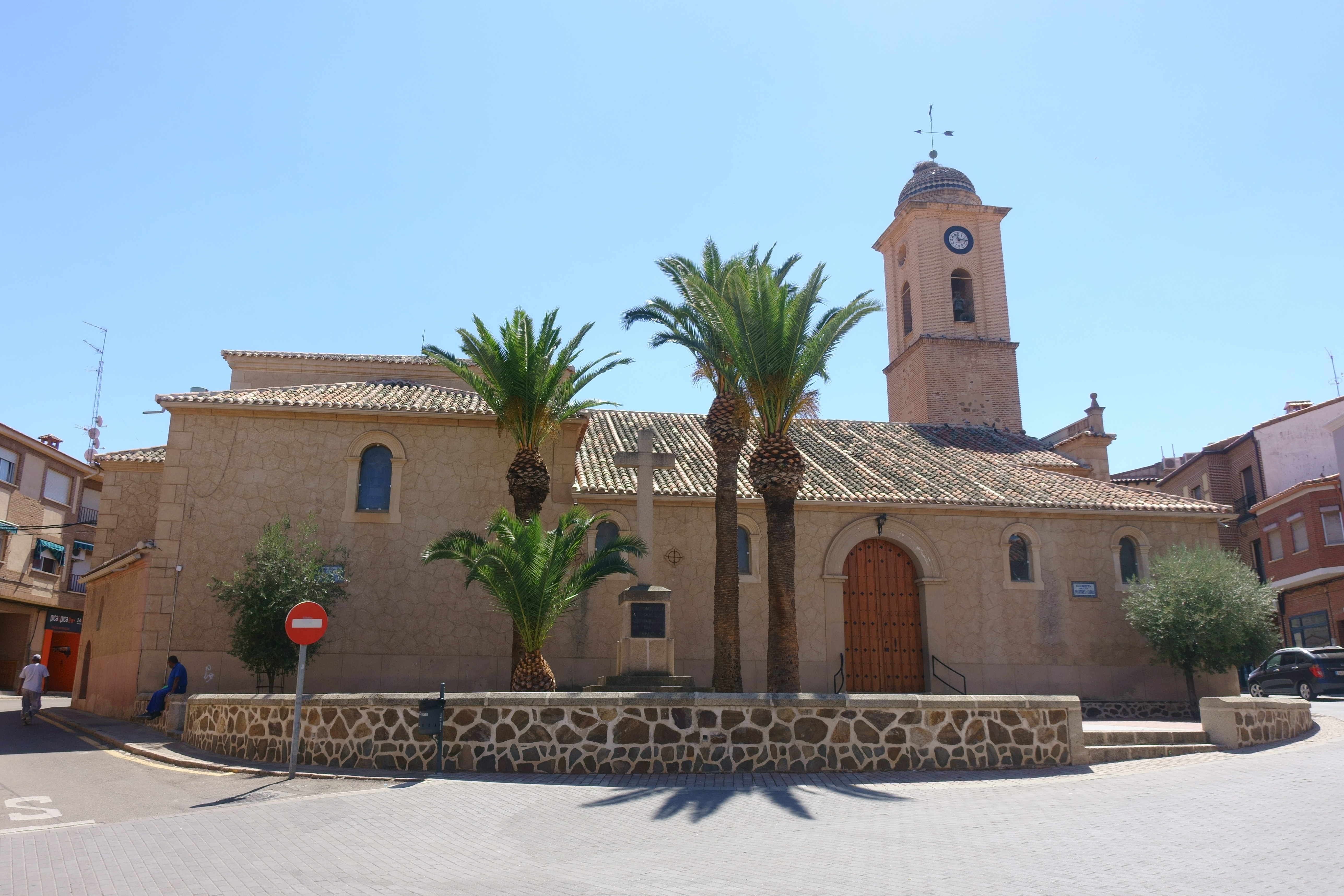
Iglesia de San Andrés

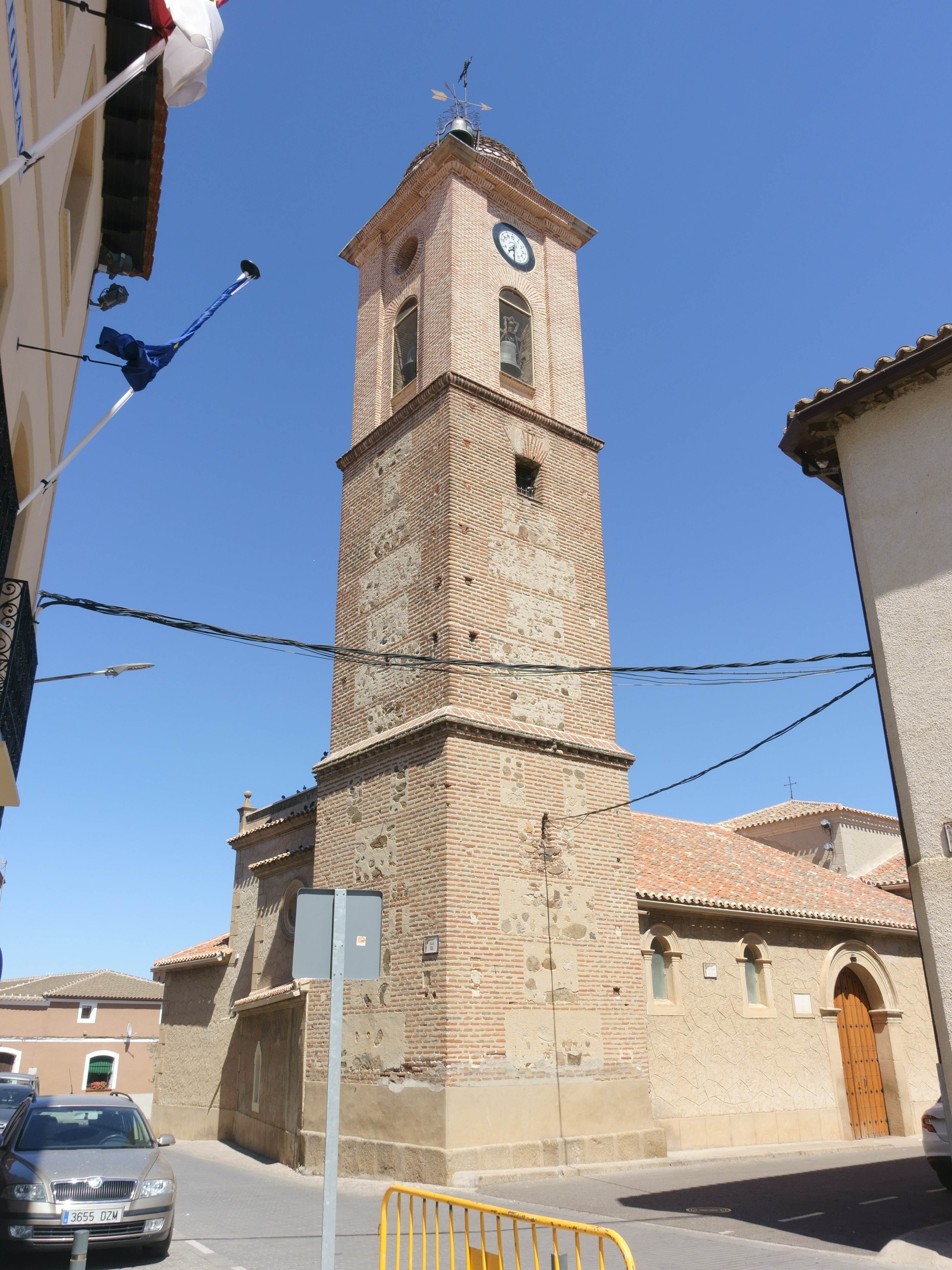
Torre de la iglesia

En la localidad se encuentra la iglesia parroquial de San Andrés Apóstol, de estilo mudéjar, y la ermita de Zaucejo, de 1985.

### Museos
Museo Etnológico, dispone de dos plantas, la planta baja está dedicada a la cultura de otros mundos donde se pueden observar diferentes tipos de armas instrumentos musicales y objetos de uso cotidiano de diferentes países y etnias. La planta alta está dedica a todo tipo de herramientas, objetos que han sido utilizado por la gente del pueblo. Y por último en el patio está una máquina de fabricar gaseosa, un torno alfarero, una reja típica y una pila de lavar.

### Instalaciones culturales
Existe una biblioteca municipal, un salón cultural y un gimnasio.

### Fiestas
- 20 y 21 de enero: fiestas patronales, en honor de San Sebastián.
- Carnavales: con las tradicionales "alabardas", en la plaza de la Constitución.
- Último fin de semana de marzo se celebra la Fiesta del Olivo
- Dependiendo de cuando se celebre la Semana Santa tienen lugar las fiestas de la Resurrección, en las que se quema a Judas, en las eras de Talavera, por parte de los quintos, mozos que antiguamente eran tallados ese año, para posteriormente incorporarse al Servicio Militar.
- Semana Santa: destacan las procesiones de Jueves Santo (con protagonismo por las cofradías del Nazareno y la Dolorosa) y de Viernes Santo (cofradías del Santo Sepulcro y de Cristo crucificado).
- 1 de mayo: romería en honor de la Virgen de Zaucejo.
- 15 de agosto: fiestas de verano, en honor del ausente, donde se juntan todos los nacidos en la localidad y que normalmente viven en otros lugares.